# ملاسرا (رشت)
ملاسرا ، روستایی از توابع بخش کوچصفهان شهرستان رشت در استان گیلان ایران است.

## جمعیت
این روستا در دهستان بلسبنه قرار دارد و براساس سرشماری مرکز آمار ایران در سال ۱۳۸۵، جمعیت آن ۹۲۹ نفر (۲۶۶خانوار) بوده‌است.